# 小倉駅バスセンター
小倉駅バスセンター（こくらえきバスセンター）は、福岡県北九州市のJR九州小倉駅とセントシティ（旧小倉そごう、小倉伊勢丹、コレット、アイム）との間にある西鉄バス北九州の専用バスセンターである。1998年の小倉駅改築落成とともに整備された。北九州市内を結ぶ路線バスの乗り降りと、高速バスの降車場がある。
本項目では、小倉駅バスセンターをはじめとする小倉駅小倉城口周辺のバス乗り場について説明する。

## 乗り場と主な行先・経由地
2008年3月24日から、乗り場の番号順が時計回りに変更され、また一部路線の乗り場が移動した。その後も利用状況や場内の行列整理を目的として度々乗り場変更がある。（路線は2024年3月10日現在）
| 乗り場   | 行先番号                                     | 主な経由地（下線付は終点の設定あり）                                         | 主な行先                   | 備考                              |
| -------- | -------------------------------------------- | ---------------------------------------------------------------------------- | -------------------------- | --------------------------------- |
| 1番      | 急行                                         | 大手町（都市高速）企救中学校前、津田                                         | 昭和池入口                 |                                   |
| 1番      | 110                                          | 大手町（都市高速）企救中学校前、吉田団地                                     | 恒見営業所                 |                                   |
| 1番      | 138                                          | 大手町（都市高速）企救中学校前、津田、下曽根駅南口、貫弥生が丘三丁目（一部） | 弥生が丘営業所             |                                   |
| 1番      | 10                                           | 三萩野、湯川、葛原、吉田団地                                                 | 恒見営業所                 |                                   |
| 1番      | 特快10【連接バス運行路線】                   | 三萩野、葛原、沼小前                                                         | 恒見営業所                 |                                   |
| 1番      | 14                                           | 三萩野、湯川、葛原                                                           | 下吉田団地第一             | 夕方1便のみ                       |
| 1番      | 15                                           | 三萩野、湯川、葛原、沼団地、沼小前                                           | 四季彩の丘第5              |                                   |
| 1番      | 36                                           | 大手町、貴船町、三萩野、北方駅、競馬場前、山手団地、志徳団地北               | 志井車庫                   |                                   |
| 1番      | 45                                           | ソレイユホール・ムーブ前、木町、蒲生入口、岩鼻、長行台団地                   | 中谷                       |                                   |
| 1番      | 45                                           | ソレイユホール・ムーブ前、木町、蒲生入口、南方三丁目、長行台団地             | 中谷                       |                                   |
| 1番      | 45                                           | ソレイユホール・ムーブ前、木町、蒲生入口                                     | 山田緑地                   | 平日運休                          |
| 2番      | 25                                           | 三萩野、南小倉駅前、一枝                                                     | 戸畑駅                     |                                   |
| 2番      | 特快25【連接バス運行路線】                   | 三萩野、南小倉駅前                                                           | 戸畑駅                     | 平日2便・土曜朝1便のみ            |
| 2番      | 27                                           | 北九州市役所、ソレイユホール・ムーブ前、南小倉駅前、一枝、戸畑駅             | 製鉄飛幡門                 |                                   |
| 2番      | 28                                           | 北九州市役所、金田、南小倉駅前、一枝、戸畑駅                                 | 製鉄飛幡門                 |                                   |
| 3番      | 12                                           | 三萩野、若園、小倉南区役所前                                                 | 国立小倉医療センター       | 一部便を除き区役所でループ運行    |
| 3番      | 12                                           | 三萩野、若園、守恒、岩鼻                                                     | 中谷                       | 営業所戻し便                      |
| 3番      | 34                                           | 三萩野、北方、志徳団地北、志井車庫                                           | 中谷                       |                                   |
| 3番      | 38                                           | 三萩野、北方、石田、津田                                                     | 下曽根駅南口               |                                   |
| 3番      | 38-1                                         | 三萩野、北方、石田、津田、貫小学校                                           | 弥生が丘営業所             |                                   |
| 4番      | 21                                           | 三萩野、恵里、北方・北九州市立大学前                                         | 守恒                       |                                   |
| 4番      | 21                                           | 三萩野、恵里、南方三丁目、長行台団地                                         | 中谷                       | 営業所戻し便                      |
| 4番      | 22                                           | 三萩野、到津の森公園、中央二丁目、八幡駅前                                   | 黒崎バスセンター           |                                   |
| 4番      | 23                                           | 三萩野、到津の森公園、中央三丁目、イオンモール八幡東                         | ジアウトレット北九州       |                                   |
| 4番      | 26                                           | 三萩野、到津の森公園                                                         | 北九州パレス前             |                                   |
| 4番      | 43                                           | 三萩野、到津の森公園、槻田                                                   | 八幡駅                     |                                   |
| 4番      | 43                                           | 三萩野、到津の森公園、槻田                                                   | スピナラソリエ高見店前     |                                   |
| 4番      | 46                                           | 三萩野、到津の森公園、槻田、八幡高校                                         | 八幡東ニュータウン第一     |                                   |
| 4番      | 143                                          | 三萩野、到津の森公園、槻田（都市高速）                                       | 香月営業所                 |                                   |
| 5番      | 急行                                         | 砂津（都市高速）大久保、畑                                                   | 恒見営業所                 |                                   |
| 5番      | 8                                            | 三萩野、北九州市民球場、黒住町                                               | 霧丘三丁目                 |                                   |
| 5番      | 27                                           | 砂津、明和町、黒原、霧丘三丁目、湯川新町三丁目                               | 舞ヶ丘団地                 |                                   |
| 5番      | 28                                           | 砂津、明和町、黒原、霧丘三丁目、湯川新町三丁目                               | サンアクアTOTO             | サンアクアTOTO行きは平日朝1便のみ |
| 6番      | 急行,10,特快10,14,15,特快25,34,36,38,110,138 | ノンストップ                                                                 | 砂津《チャチャタウン小倉》 |                                   |
| 6番      | 12,21,22,23,25,26                            | 米町                                                                         | 砂津《チャチャタウン小倉》 |                                   |
| 6番      | 27,28                                        | 小倉駅入口、米町                                                             | 砂津《チャチャタウン小倉》 |                                   |
| 7番      | 45                                           | ノンストップ                                                                 | 小倉記念病院               |                                   |
| 7番      | 45                                           | 末広二丁目                                                                   | 赤坂海岸第四               | 土曜・休日運休                    |
| 7番      | 43,45,46                                     | （バスセンター止）                                                           | （バスセンター止）         | 降車扱い                          |
| 8番      | 高速                                         | ノンストップ                                                                 | 北九州空港                 | 途中降車不可                      |
| 8番      | 高速                                         | 北方駅、中谷                                                                 | 北九州空港                 | 途中降車不可                      |
| 8番      | 臨時便（小倉競輪場・若松競艇場他）           |                                                                              |                            |                                   |
| 高速降車 | 高速バス（降車のみ）・香月快速（乗降可）     | 高速バス（降車のみ）・香月快速（乗降可）                                     | 砂津                       | 名称は「小倉駅前」（高速降車）    |

## 小倉駅前高速バス乗り場
駅前広場内のバスセンター内に乗り入れるのは路線バスのみで、高速バス乗り場はバスセンターの道路を挟んだ向かい側（セントシティ前）にある。なお、高速バスのバス停名は「小倉駅前」である。バスセンターの道路側に位置する高速バス降り場は当初駅から200メートル離れた地点に設置されていた。
1998年のバスセンター整備時、駅前広場に乗り入れるバスの種類について北九州市、JR九州、西鉄の3者で協議が行われたが、高速バスの乗り入れについてはJR九州の合意が得られず、上記の通りセンター外の発着となった。乗り継ぎの不便を解消するため、九州運輸局を座長とし、九州地方建設局、福岡県、福岡県警察、北九州市、JR九州、西鉄をメンバーとする「小倉駅南口バスターミナル高速バス問題検討会」が同年4月に発足し、解決に向けて検討を行ったものの、JR九州は「駅前広場は自動車、タクシー、路線バス等のフィーダー輸送機関との利便性をさらに増すことが重要であり、都心循環バスや乗り入れていない路線バス等の乗り入れを進めるべき」「鉄道輸送と高速バスは熾烈な競争下にある」と高速バスの乗り入れを拒否する主張を展開。その後も座長の九州運輸局が重ねて高速バスの乗り入れを要請し、JR九州以外の検討会メンバーからも乗り入れを求める意見が出されたものの、JR側は主張を変えず、検討会として合意に至ることはできなかった。
昼行
| 愛称                           | 主な経由地                                                                                   | 主な行先                       | 運行会社       |
| ------------------------------ | -------------------------------------------------------------------------------------------- | ------------------------------ | -------------- |
| なかたに号 ひきの号 いとうづ号 | 北方駅・中谷・直方PA・中洲 引野口・直方PA・中洲 到津の森公園・七条・中央二丁目・直方PA・中洲 | 福岡［天神］                   | 西日本鉄道     |
| 快速                           | 引野口・馬場山・星ヶ丘二丁目                                                                 | 星ヶ丘五丁目                   | 西鉄バス北九州 |
| 出島号                         | 高速基山・諫早IC                                                                             | 長崎駅前（県営バスターミナル） | 長崎県営バス   |

夜行
| 愛称                     | 主な経由地                 | 行先             | 運行会社                               |
| ------------------------ | -------------------------- | ---------------- | -------------------------------------- |
| はかた号                 |                            | バスタ新宿       | 西日本鉄道                             |
| どんたく号               |                            | 名鉄バスセンター | 西日本鉄道・名鉄バス                   |
| ペガサス号               | 倉敷駅北口                 | 岡山駅西口       | 両備バス・下津井電鉄                   |
| さぬきエクスプレス福岡   | 坂出駅・善通寺IC           | 高松駅           | 四国高速バス                           |
| 道後エクスプレスふくおか | 今治駅・川内IC・松山市駅   | 松山室町営業所   | 伊予鉄バス・伊予鉄南予バス・瀬戸内運輸 |
| 広島ドリーム博多号       | 広域公園前・大塚駅・広島BC | 広島駅新幹線口   | JR九州バス・JRバス中国                 |
| 出雲ドリーム博多号       | 木次・松江駅・斐川IC       | 出雲市駅         | JR九州バス・JRバス中国                 |

廃止(運行休止)
| 愛称       | 主な経由地                         | 主な行先                 | 運行会社       |
| ---------- | ---------------------------------- | ------------------------ | -------------- |
|            | 引野口・直方PA                     | 福岡空港国内線ターミナル | 西日本鉄道     |
|            | 北方駅・中谷・直方PA・博多BT       | 福岡空港国際線ターミナル | 西日本鉄道     |
| ぎんなん号 | 高速基山・植木IC                   | 熊本駅前・西部車庫       | 九州産交バス   |
| 特急       | 高速千代ニュータウン・馬場山ランプ | 直方                     | 西鉄バス筑豊   |
| ゆのくに号 | 鉄輪口・別府北浜                   | 大分新川                 | 西鉄バス北九州 |

## 小倉駅入口バス停
勝山通りを通るバス路線については、小倉駅前交差点東側の小倉駅入口バス停に停車する。
なお、小倉駅入口バス停を通らない一部の便（主に、魚町方面から平和通りへ入る路線）については、モノレール・平和通駅直下の平和通りバス停から乗車する必要がある。
※は小倉駅バスセンターに乗り入れる便（路線は2022年7月23日現在）

### 砂津方面
| 行先番号       | 主な経由地（下線付は終点の設定あり）                             | 主な行先                   | 備考                              |
| -------------- | ---------------------------------------------------------------- | -------------------------- | --------------------------------- |
| 6              | 砂津、社ノ木二丁目                                               | 門司駅前                   |                                   |
| 49             | 砂津、藤松、緑ケ丘中学校                                         | 門司駅前                   |                                   |
| 63             | 砂津、原町、門司駅前                                             | 淡島神社                   |                                   |
| 70,72          | 砂津、原町、門司駅前、門司港駅前、門司港レトロ                   | 東本町二丁目               | 門司港駅前は72番のみ経由する      |
| 70,72          | 砂津、原町、門司駅前、門司港駅前、門司港レトロ、清見一丁目       | 田野浦                     | 門司港駅前は72番のみ経由する      |
| 74             | 砂津、原町、門司駅前、門司港駅前、門司港レトロ、東本町二丁目     | 和布刈                     |                                   |
| 75             | 砂津、原町、門司駅前、門司港レトロ、谷町                         | 田野浦                     |                                   |
| 77             | 砂津、原町                                                       | 門司駅前                   |                                   |
| 83             | 砂津、社ノ木二丁目、中二十町                                     | 淡島神社                   |                                   |
| 95             | 砂津、社ノ木二丁目、門司駅前、門司港駅前、谷町                   | 田野浦                     |                                   |
| 170            | 砂津、営団入口（都市高速）春日町一丁目、門司港レトロ、清見一丁目 | 田野浦                     |                                   |
| 175            | 砂津、営団入口（都市高速）春日町一丁目、谷町、清見一丁目         | 田野浦                     |                                   |
| 27※            | 砂津、明和町、霧丘三丁目、湯川新町三丁目                         | 舞ケ丘団地                 |                                   |
| 28※            | 砂津、明和町、霧丘三丁目、湯川新町三丁目                         | サンアクアTOTO             | サンアクアTOTO行きは平日朝1便のみ |
| 92             | 砂津、営団入口                                                   | 大谷池                     |                                   |
| 93             | 砂津、営団入口、広寿山、霧丘三丁目、湯川新町三丁目               | サンリブシティ小倉         |                                   |
| 急行※          | 砂津、営団入口（都市高速）寺内、桜ヶ丘団地下、畑                 | 恒見営業所                 |                                   |
| 特快1          | ノンストップ                                                     | 砂津《チャチャタウン小倉》 |                                   |
| 1,7,91,150,197 | 米町                                                             | 砂津《チャチャタウン小倉》 |                                   |

### 魚町方面
| 行先番号   | 主な経由地（下線付は終点の設定あり）                               | 主な行先         | 備考                                             |
| ---------- | ------------------------------------------------------------------ | ---------------- | ------------------------------------------------ |
| 特快1      | 金田二丁目、到津の森公園、七条、中央二丁目                         | 黒崎バスセンター |                                                  |
| 1          | 大門、金田二丁目、到津の森公園、七条、中央二丁目、黒崎バスセンター | 折尾駅           |                                                  |
| 6          | 三萩野、北方・市立大前、徳力団地、長行校下                         | 中谷             |                                                  |
| 7M         | 大門、金田二丁目、到津の森公園、七条、美術館                       | 鞘ヶ谷方面       |                                                  |
| 7          | 大門、金田二丁目、到津の森公園、七条                               | 鞘ヶ谷方面       | 一部の便は三六町で行先番号92番に変更しループ運行 |
| 92         | 大門、中原、天籟寺                                                 | 鞘ヶ谷方面       | 三六町で行先番号7番に変更しループ運行            |
| 92         | 大門、中原、戸畑区役所                                             | 戸畑駅           | 魚町より行先番号5番に変更                        |
| 49         | 三萩野、木町、蒲生入口                                             | 愛の家車庫       | 中谷終着便は夜の1便のみ                          |
| 49         | 三萩野、木町、蒲生入口、南方三丁目                                 | 中谷             | 中谷終着便は夜の1便のみ                          |
| 71         | 大門、中井口、幸町                                                 | 若松駅前         |                                                  |
| 70         | 大門、中井口、幸町                                                 | 戸畑渡場         |                                                  |
| 83         | 大門、金田二丁目、一枝                                             | 戸畑駅           |                                                  |
| 91         | 大門、中井口、戸畑駅、枝光、西本町、祇園三丁目                     | 黒崎バスセンター |                                                  |
| 93         | 大門、中原、幸町                                                   | 製鉄飛幡門       |                                                  |
| 93         | 大門、中原、戸畑区役所                                             | 戸畑駅           | 魚町より行先番号5番に変更                        |
| 150        | 大手町（都市高速）引野口、大平                                     | 筑鉄香月         | 平日夕方のみ運行                                 |
| 197        | 大手町（都市高速）帆柱二丁目、萩原橋                               | 竹末             | 平日夕方のみ運行                                 |
| 77,170,175 | 大門                                                               | 青葉車庫         |                                                  |
| 170        | ソレイユホール・ムーブ前                                           | 大手町           |                                                  |
| 170,175    | 八坂神社前                                                         | 大門             |                                                  |
| 95         | 魚町                                                               | 小倉北区役所     |                                                  |
| 95         | 魚町、西小倉駅                                                     | 小倉北区役所     | 平日朝1便のみ                                    |